# Poltrona 41
La Poltrona 41, conosciuta anche come Paimio, è una poltrona disegnata da Alvar Aalto e dall'architetto Aino Marsio. Fu disegnata nell'ambito del progetto dell'ospedale di Paimio in Finlandia. La sedia fa parte della collezione permanente del MoMA di New York e del Design Museum di Helsinki.

## Storia
Nel 1928 Aino Marsio e il marito Alvar Aalto  avevano vinto il concorso per la progettazione del Sanatorio della città finlandese di Paimio, mentre l'edificio era in fase di costruzione, i due coniugi furono incaricati anche della progettazione degli arredi. Inizialmente avevano pensato ad utilizzare i mobili in tubo d'acciaio del Bauhaus (erano in possesso della Sedia Wassily di Marcel Breuer) ma ben presto optarono per il legno. Per cui cominciarono a lavorare con questo materiale, i primi esempi che realizzarono furono esposti nel 1929 in occasione del settecentesimo anniversario della città di Turku. Nel 1933 il sanatorio era stato completato e i progetti sia architettonici che dei mobili furono esposti a Londra. Nel 1934 i mobili erano già in vendita nel catalogo della Wohnbedarf di Zurigo, tuttavia il marketing del prodotto non soddisfò gli autori che decisero di creare una loro galleria espositiva e una ditta di distribuzione, fondarono quindi la Artek.